# Хауме Ґрау
Хауме Ґрау (ісп. Jaume Grau, нар. 5 травня 1997, Тавернес-де-ла-Вальдігна) — іспанський футболіст, півзахисник португальського клубу «Тондела».

## Ігрова кар'єра
Народився 5 травня 1997 року в місті Тавернес-де-ла-Вальдігна. Вихованець юнацьких команд футбольних клубів «Валенсія» та «Реал Мадрид».
У дорослому футболі дебютував 2016 року виступами на умовах оренду за команду «Навалькарнеро». Повернувшись з оренди, почав залучатися до матчів команди «Реал Мадрид Кастілья».
Не маючи перспектив пробитися до головної команди «королівського клубу», 2019 року уклав контракт з «Осасуною», з якої, утім, був відразу ж відданий в оренду до «Луго».
2020 року був орендований португальським клубом «Тондела».